# Lafayette, Indiana
Lafayette är en stad i Tippecanoe County i delstaten Indiana, USA. Lafayette är administrativ huvudort (county seat) i countyt.  
Hårdrockssångarna Axl Rose från Guns N' Roses och Shannon Hoon från  Blind Melon är födda här. Izzy Stradlin från Guns N' Roses även född här.